# Charaxes mafugensis
Charaxes mafugensis är en fjärilsart som beskrevs av Jackson 1956. Charaxes mafugensis ingår i släktet Charaxes och familjen praktfjärilar. Inga underarter finns listade i Catalogue of Life.